# René Vingerhoet
René Vingerhoet (Sint-Gillis, 27 augustus 1912 - Itter, 3 september 2008) was een Belgisch roeier.
Vingerhoet startte zijn carrière in de wedstrijdsport als een beloftevol waterpolo-speler, in een zijarm van het Zeekanaal Brussel-Schelde. Toen hij later in Laken de roeisport ontdekte, liet hij zijn haar groeien en schakelde hij over op deze tak van de sport. Hij was als nationaal trainer actief tijdens de Olympische Spelen van Mexico-Stad en daarna nog jaren als coach van skiffeur Claude Dehombreux.
Vingerhoet was de sportief mede-grondlegger van een Brugse club, die 15 jaar na zijn oprichting het voorlopig laatste Belgische WK-goud roeien en ook zilver en brons op de Olympische Spelen van Los Angeles 1984 won. Ook Dominique Verdeyen, die WK-brons behaalde, was ooit een pupil van René. Hij was tot zijn negentigste actief als roeitrainer binnen de Vilvoordse Zeilclub CRV. 
Sinds het overlijden van zijn echtgenote Denise Coeckelenbergh in 2005, leefde hij teruggetrokken in Itter, nabij Waterloo. Zij was de eerste nationale vrouwelijke skiff-roeikampioene van België.
Vingerhoet was tot zijn overlijden in 2008 de oudste nog levende Belg die deelnam aan de controversiële Olympische Zomerspelen 1936 van Berlijn. Hij was daar de 23-jarige slagroeier van de vier 'Big Boys' uit Vilvoorde.
Aan de Koninklijke Zeilkring Grimbergen aan de Oostvaartdijk hangt een gedenkplaat ter zijner nagedachtenis met de vermelding van zijn deelnames aan de Europese Kampioenschappen van 1935 en de Olympische Spelen van 1936 en 1968.